# كرمان
كرمان مدينة إيرانية تقع وسط البلاد في محافظة كرمان. هذه المدینة من أهم المدن فی إیران. وتعتبر هذه المدینة ثامن مدينة من حيث المساحة في إیران. وکرمان من المدن التاریخیة والثقافیة في إيران. كرمان هي واحدة من 5 مدن تاريخية في إيران وتقع على ارتفاع شاهق. في الواقع ، تقع مدينة كرمان في سهل مرتفع.

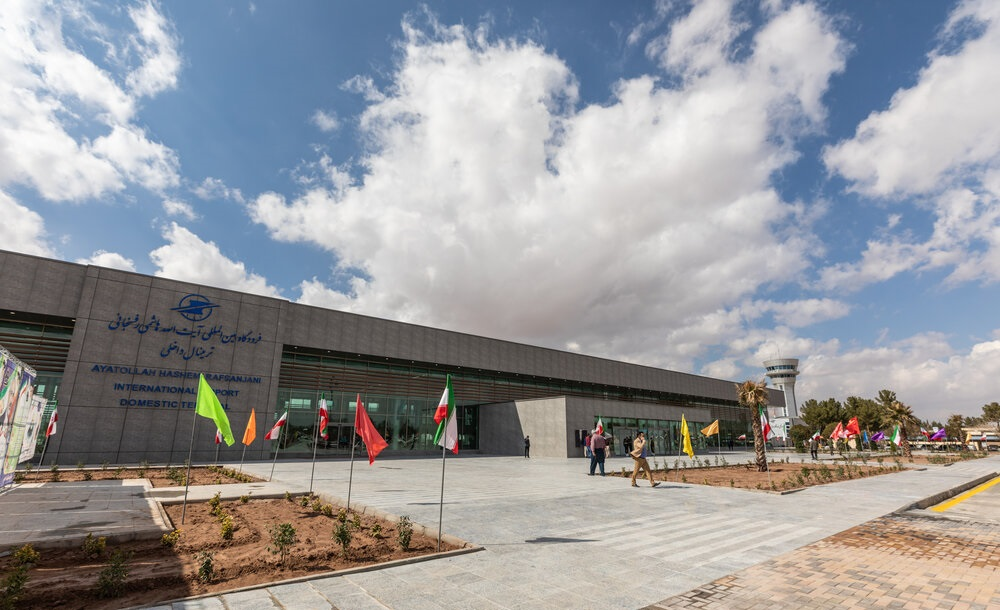
مطار کرمان دولی

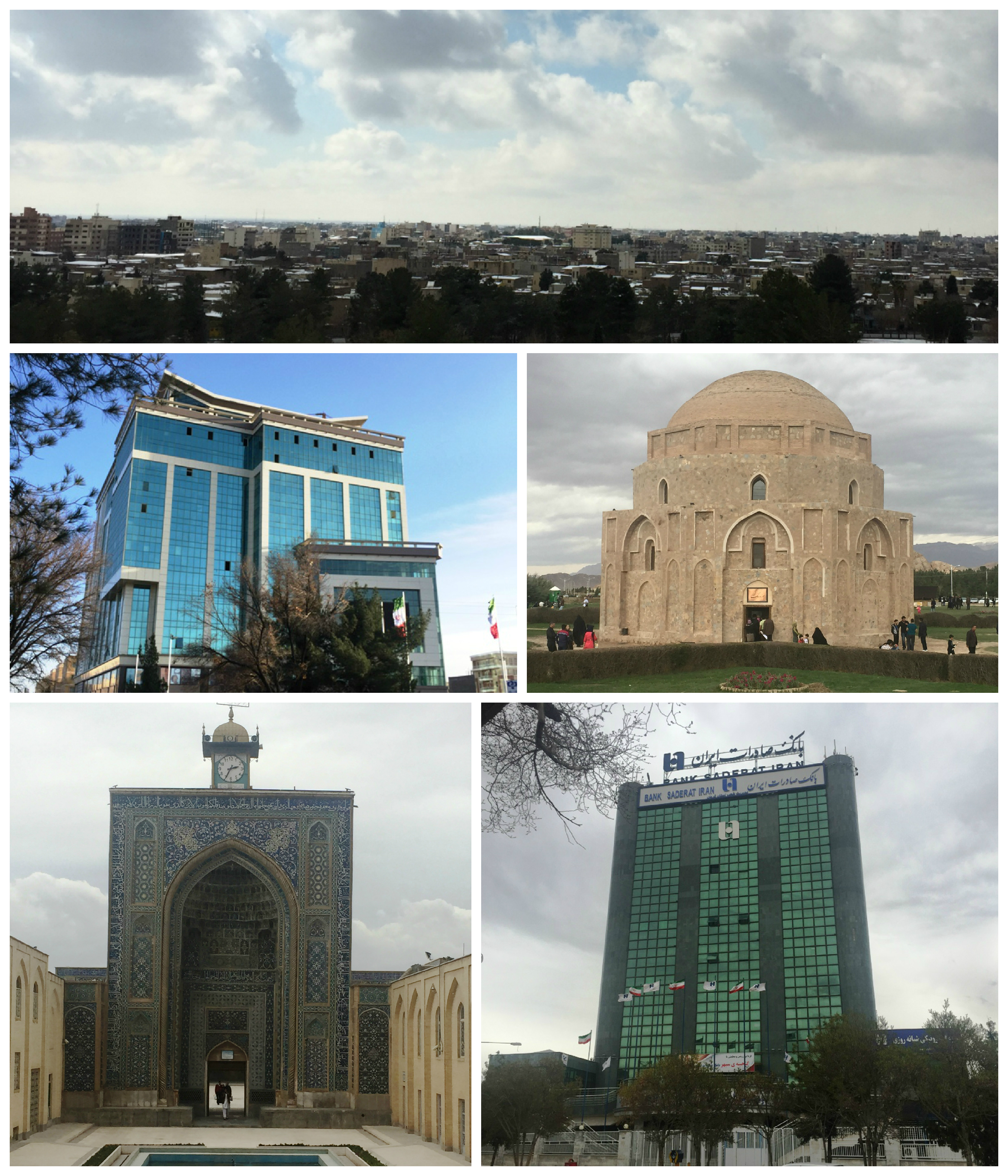
مدینة کرمان

## المسافة الی طهران
المسافة بین کرمان و طهران هی 960 کیلومتر.

### مواصلات
يوجد بمدينة كرمان خط سكك حديدية ومطار دولي وهي متصلة بالمدن الهامة الأخرى

## الطقس
كرمان ذات جو معتدل صيفا وبارد شتاءً وخاصة في الليل. توجد عدة جبال فی جوانب المدینه کرمان. جبل هزار هو الاعلى فی المنطقة والتاسع على مستوى إيران. ارتفاعه 4551 متر من سطح البحر. ارتفاع هذه المدینه 1756 متر من سطح البحر.

## ميزات أخرى
محافظة کرمان هي الأولى في إيران وعالميا في إنتاج الفستق، كما تتميز المحافظة في صناعة النحاس حيث يقع بها ثاني أكبر منجم للنحاس في العالم بعد المنجم الواقع في تشيلي. من معالمها السياحية حديقة شاهزاده في ماهان وتعرف بينبوعها المتدفق من قلب الصحراء... ومن المعالم السياحية الفريبة منها صحراء كلوط وسجلت بها أعلى درجة حرارة في الظل.

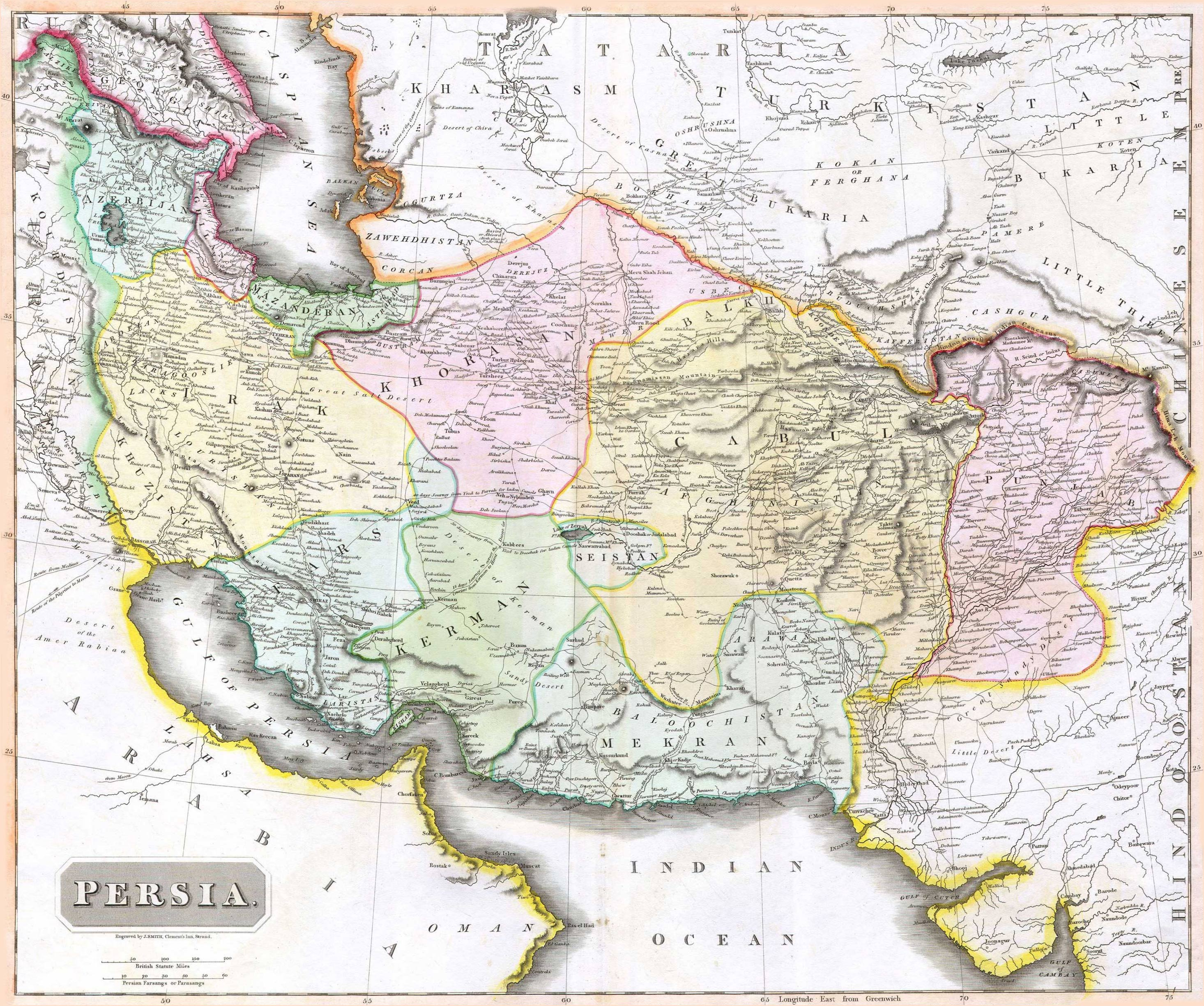
خريطة قديمة لمحافظة كرمان
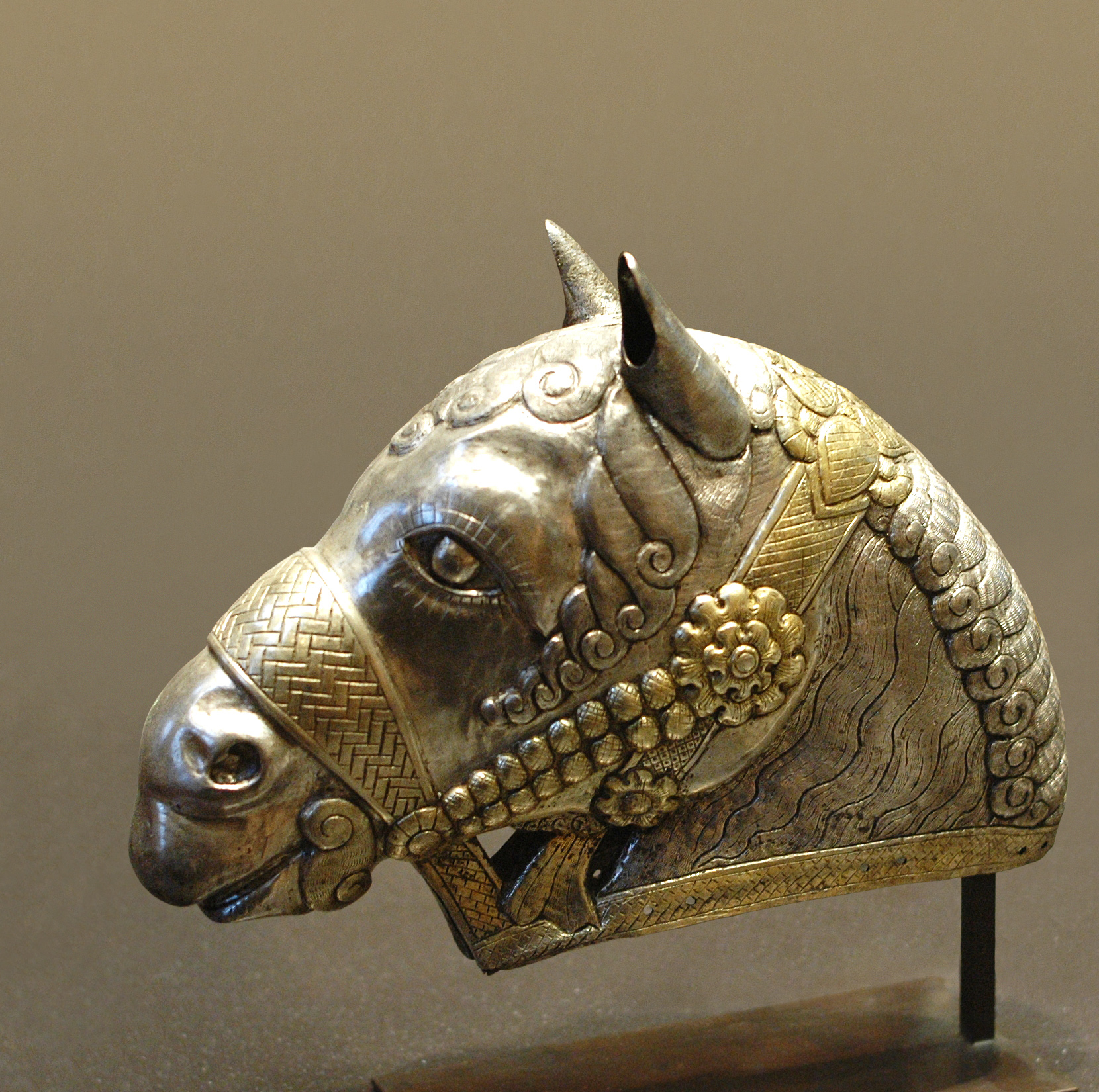
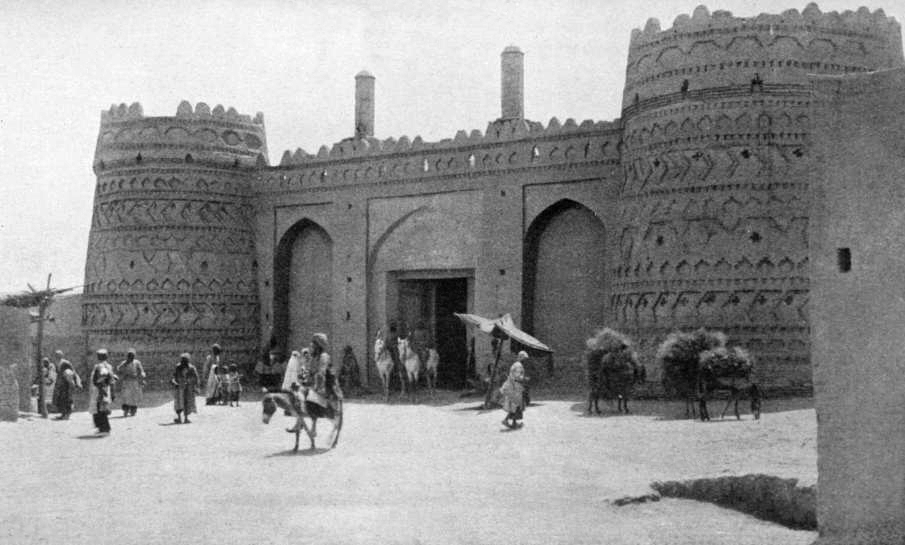
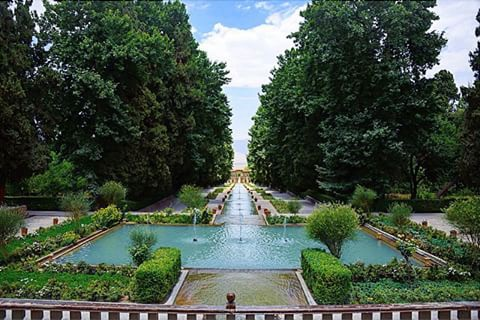
حديقة شازدة
القبة التاريخية جبلیه
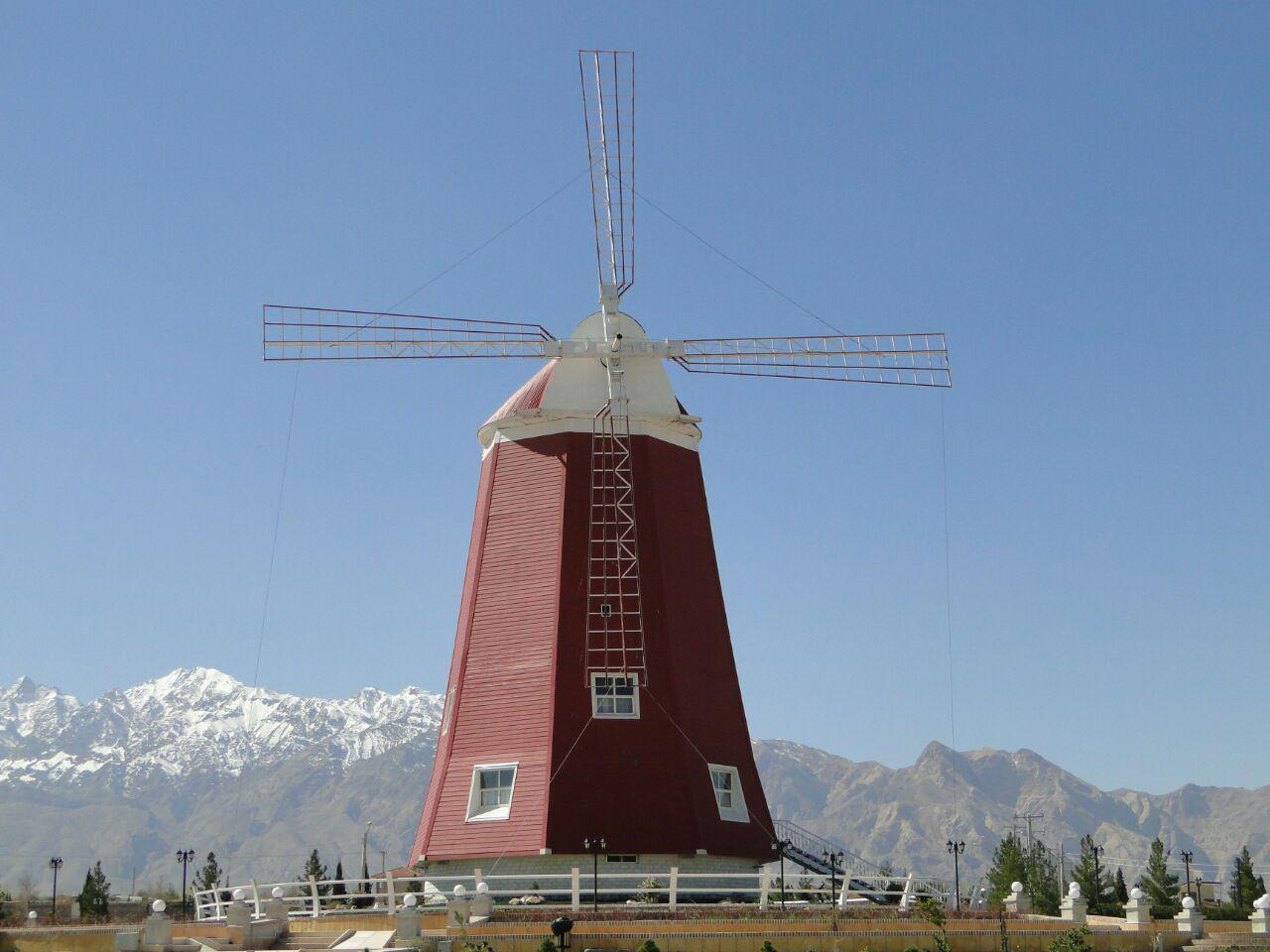
مطعم بهندسة معمارية جميلة في كرمان
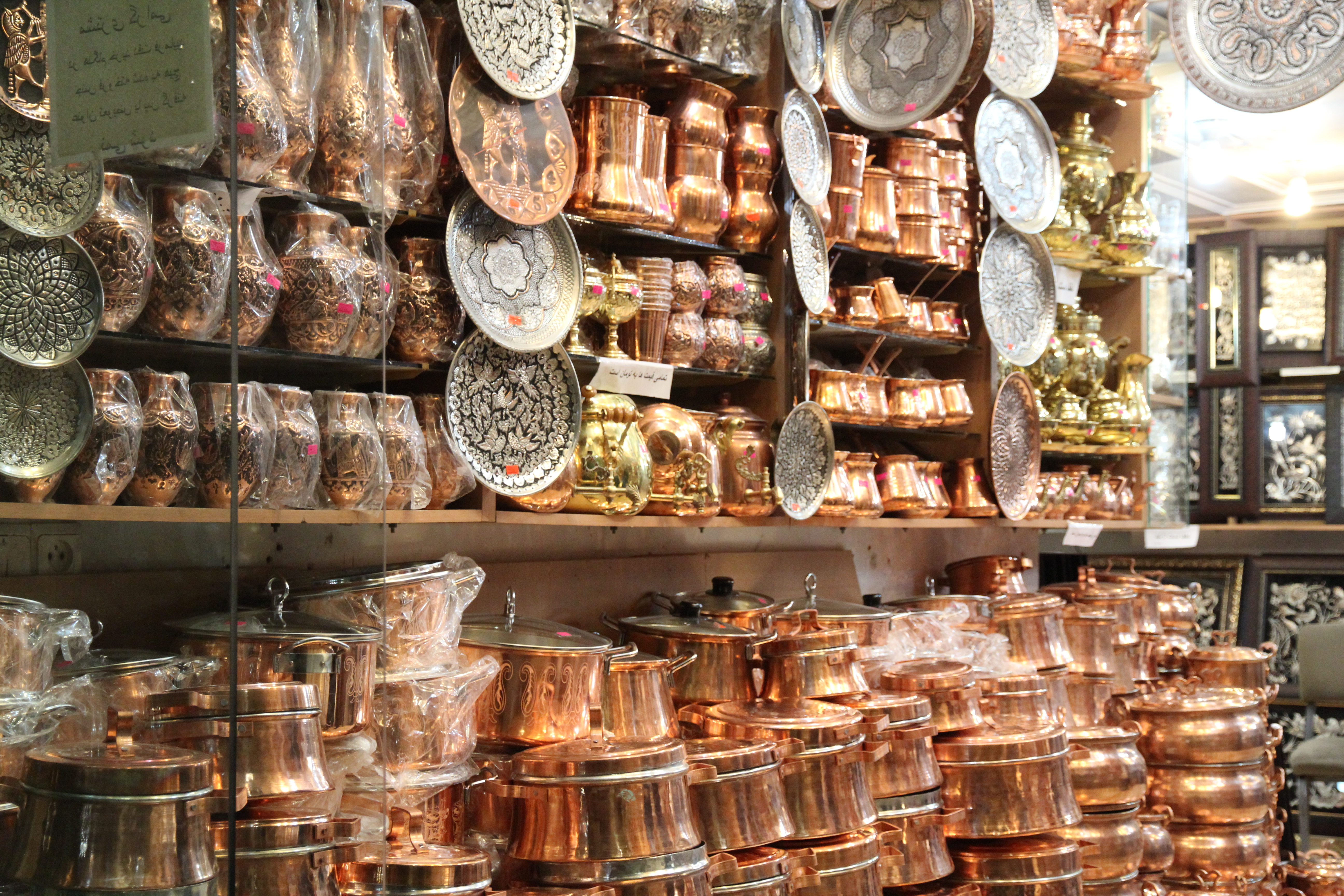
محل أشغال يدوية في كرمان

## أعلام
- كريم خان الكرماني
- أحمد مدني
- آرش برهاني
- مهدي محمدي
- قاسم سليماني
- خواجو الكرماني
- محمد جواد باهنر
- حسن حبيبي

## وصلات خارجية
- صفحة كرمان على موقع فهرس.نت